# ラファイ・スルタン国

ラファイ・スルタン国は中央アフリカにあったバンディア・ザンデ系の君主国である。19世紀成立。

## 歴史
伝承によれば、カサンガによって1800年代、シンコ川流域にバンディア国家として建国された。カサンガは武将であるか、もしくは、多くの従者を伴った亡命者であると考えられている。1875年頃、王国は初代スルタンとなったラファイの名をとり、ラファイ・スルタン国と称した。1880年代にはマフディー国家の台頭によって南下し、現在の中央アフリカ共和国のムボム川沿いのラファイ市近辺に位置するようになった。
1892年、ラファイのスルタンはベルギー王レオポルド2世と保護条約を締結した。1892年4月8日から1909年3月31日までの間、ラファイ・スルタン国はバンガスー・スルタン国やゼミオ・スルタン国と同様に、レオポルドの私有植民地、コンゴ自由国の保護国であった。1909年、ラファイはフランスに割譲され、中コンゴ植民地に併合された。現在は中央アフリカ共和国のムボム州に属している。